# عسل‌خوارهای هاوایی
عسل‌خوارهای هاوایی (نام علمی: Moho) یک تیره از پرندگان منقرض‌شده از تیرهٔ پرندگان هاوایی، عسل‌خواران هاوایی (Mohoidae) است که در جزایر هاوایی بومی بودند. اعضای این سرده در زبان هاوایی با نام ʻ ʻ ō شناخته می‌شوند. پرهای آنها عموماً مشکی درخشان قابل توجه بود. برخی از گونه‌ها دارای تافت‌های زیربغل مایل به زرد و دیگر پرهای بیرونی سیاه بودند. بیشتر این گونه‌ها با از دست دادن زیستگاه، ورود شکارچیان پستانداران (مانند موش، خوک و)، و با شکار گسترده (پرهای آنها برای ایجاد لباس) ulaalian (iwalian) گرانبها استفاده می‌شد، شدند. آخرین گونه از این سرده بود که منقرض شد و احتمالاً قربانی مالاریای پرندگان بود.
آلبوم O'o اثر جان زورن آهنگساز جاز که در سال ۲۰۰۹ منتشر شد، به نام این پرندگان نام‌گذاری شده است.
| نگاره | نام رایج                  | نام علمی       | از آن زمان منقرض‌شده است | بومی‌سازی                         |
| ----- | ------------------------- | -------------- | ----------------------- | -------------------------------- |
|       | عسل‌خوار اوآهویی           | Moho apicalis  | ج ۱۸۳۷                  | اوآهو، هاوایی                    |
|       | عسل‌خوار بیشاپ یا مولوکائی | Moho bishopi   | ج ۱۹۸۱                  | مولوکای، مائوئی و لانائی، هاوایی |
|       | عسل‌خوار کائوآیی           | Moho braccatus | ج ۱۹۸۷                  | کائوآی، هاوایی                   |
|       | عسل‌خوار هاوایی            | Moho nobilis   | ج ۱۹۳۴                  | هاوایی، هاوایی                   |